# باسكونيانا دي سان بيدرو
بلدية باسكونيانا دي سان بيدرو (بالإسبانية: Bascuñana de San Pedro)‏، هي إحدى بلديات مقاطعة قونكة إحدى مقاطعات إسبانيا، و التي تقع في منطقة قشتالة لا منتشا وسط البلاد، و المائلة لجهة الشرق من إسبانيا.
يبلغ عدد سكانها 29 نسمة وفقاً لإحصائية سنة (2007).